# Tanymecosticta simonae
Tanymecosticta simonae – gatunek ważki z rodziny Isostictidae.